# Vallejera de Riofrío
Vallejera de Riofrío is een gemeente in de Spaanse provincie Salamanca in de regio Castilië en León met een oppervlakte van 7,26 km². Vallejera de Riofrío telt 67 inwoners (1 januari 2016).

## Demografische ontwikkeling

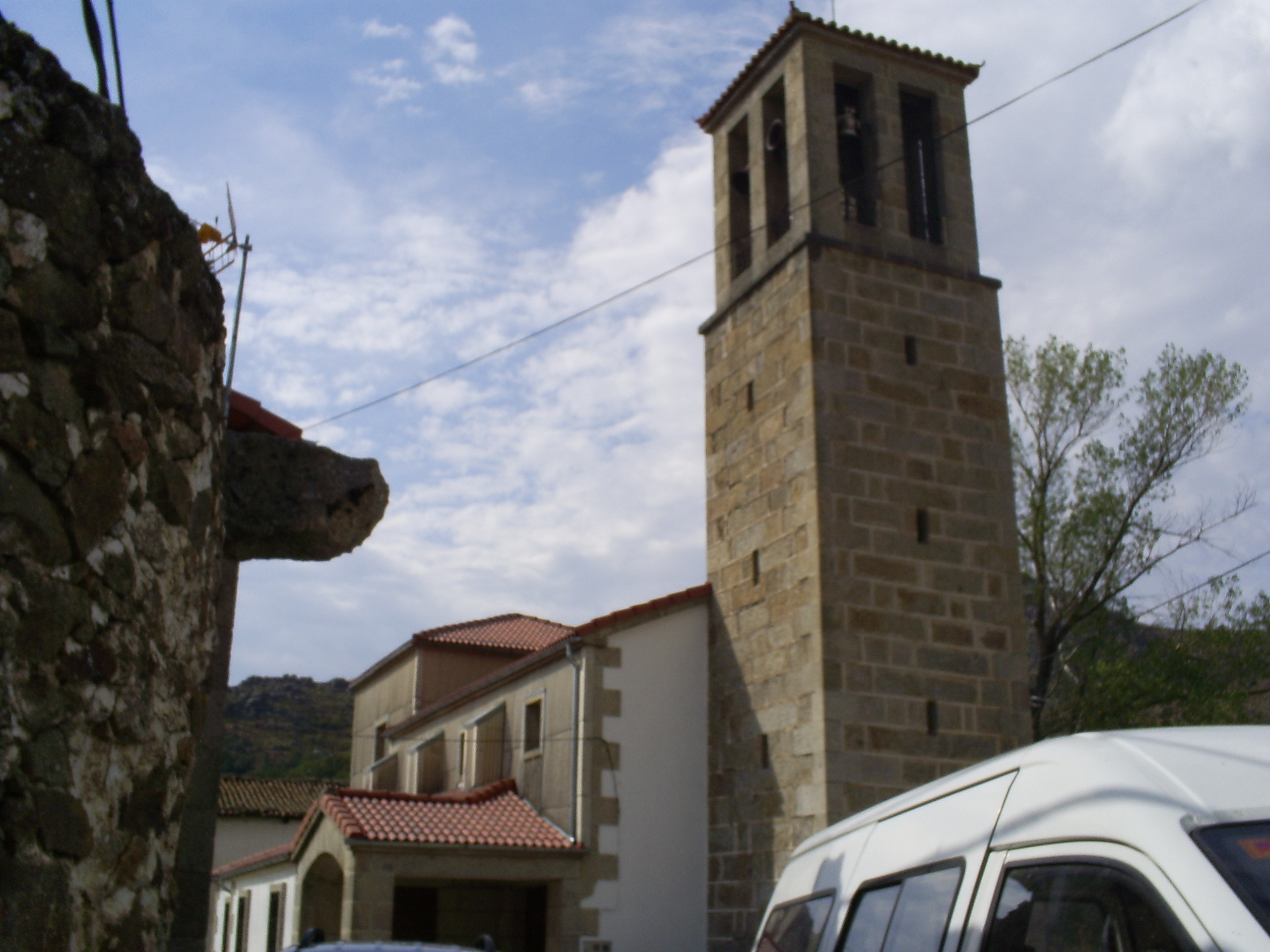
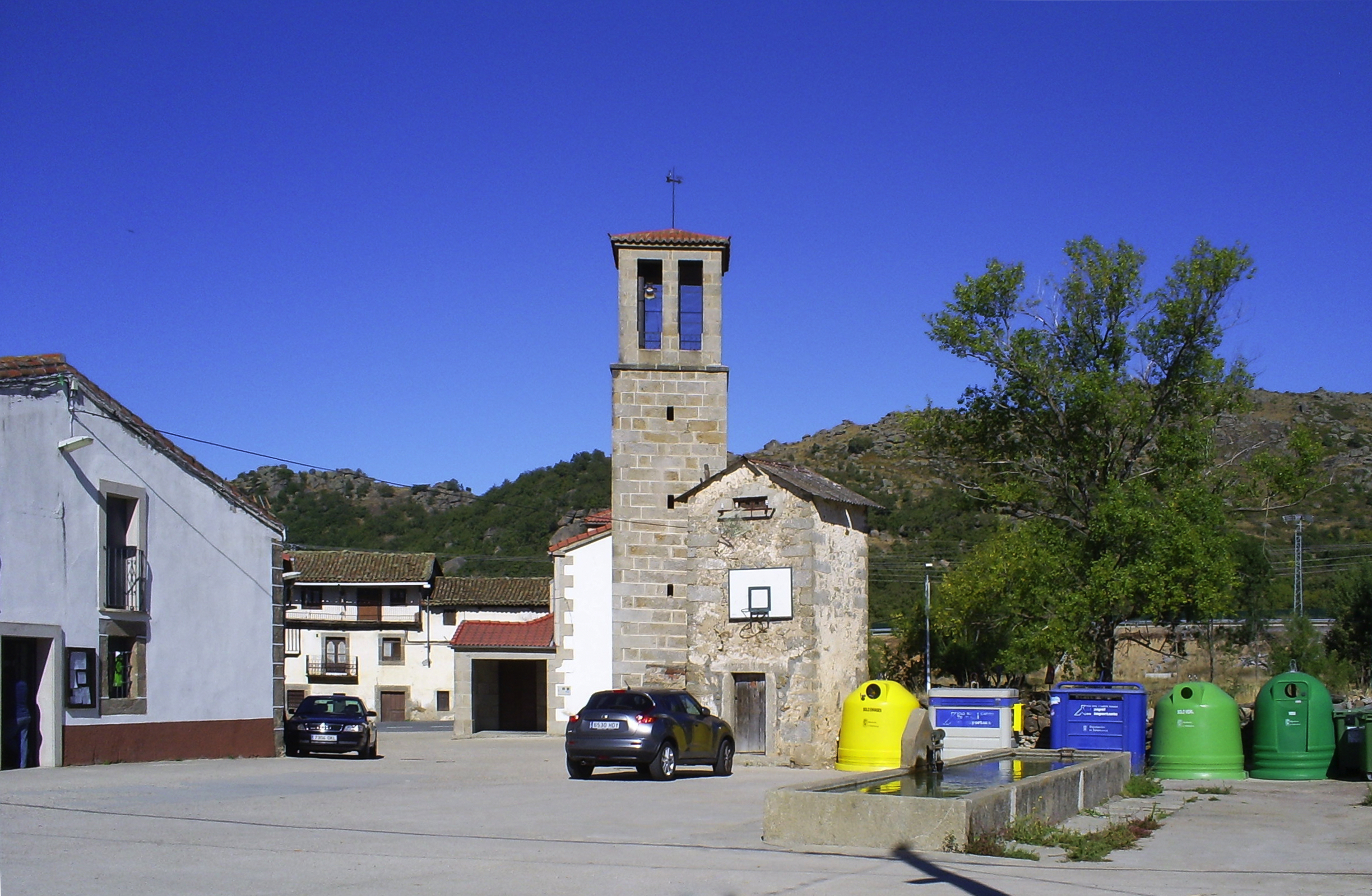
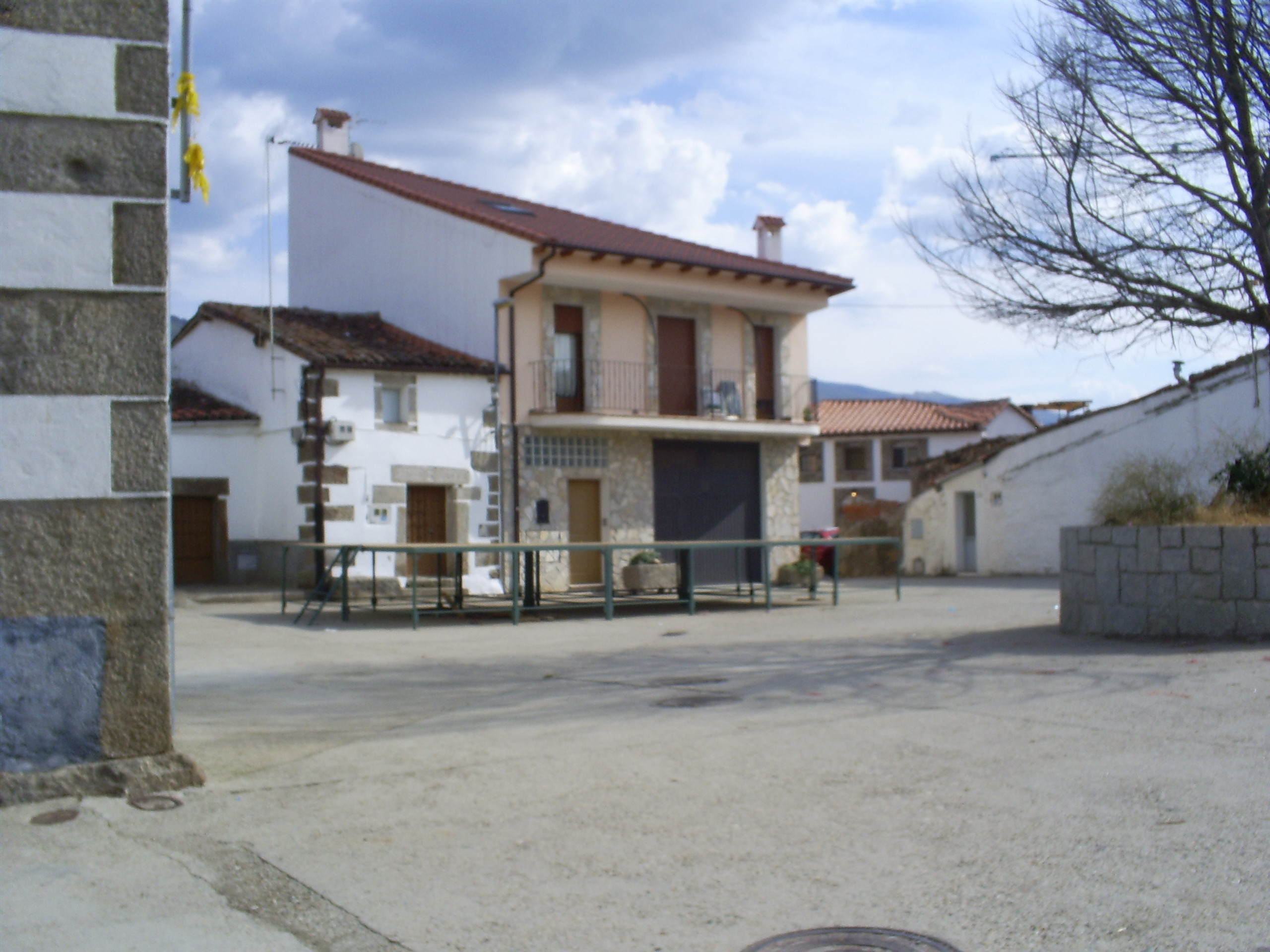
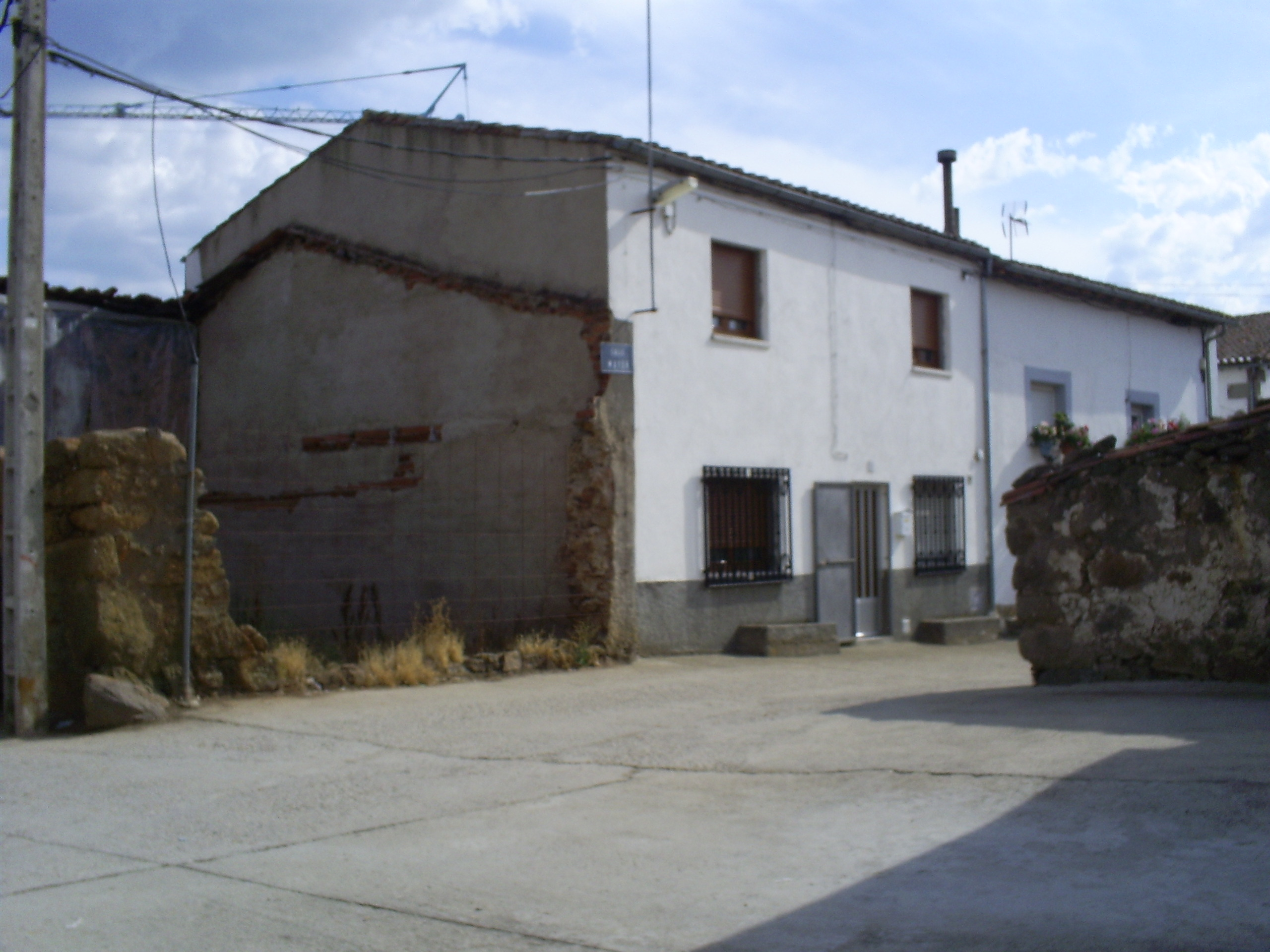
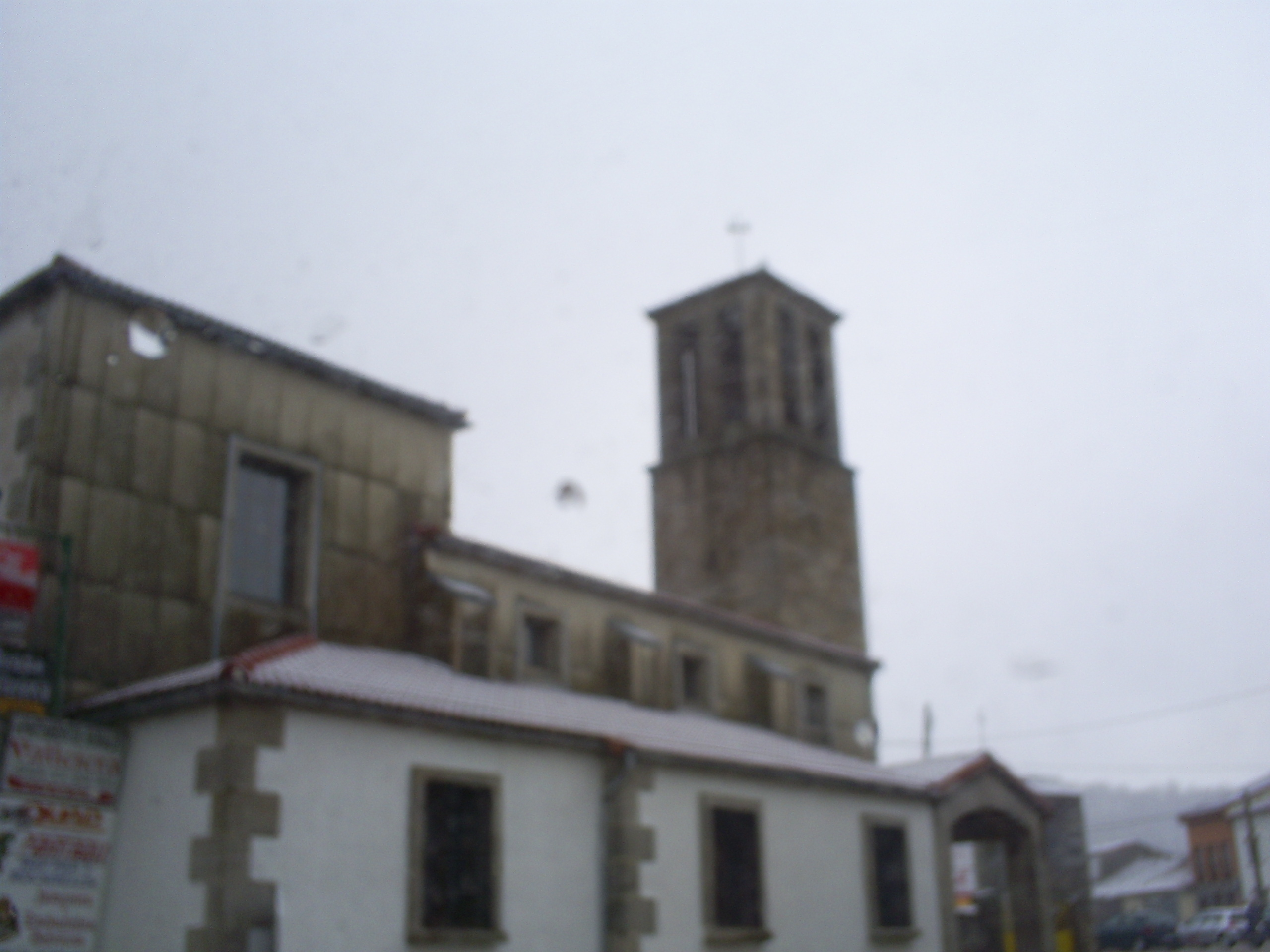
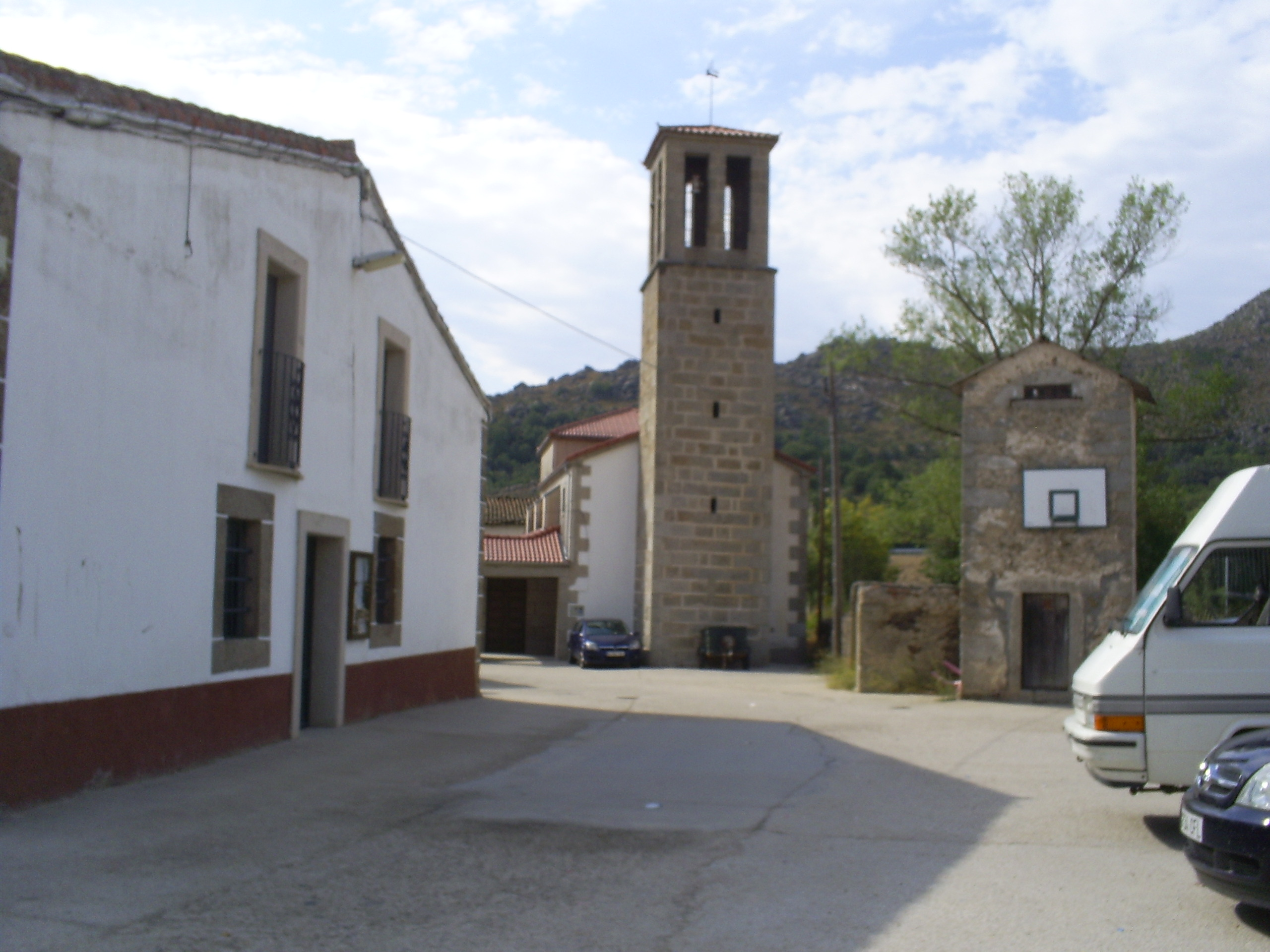
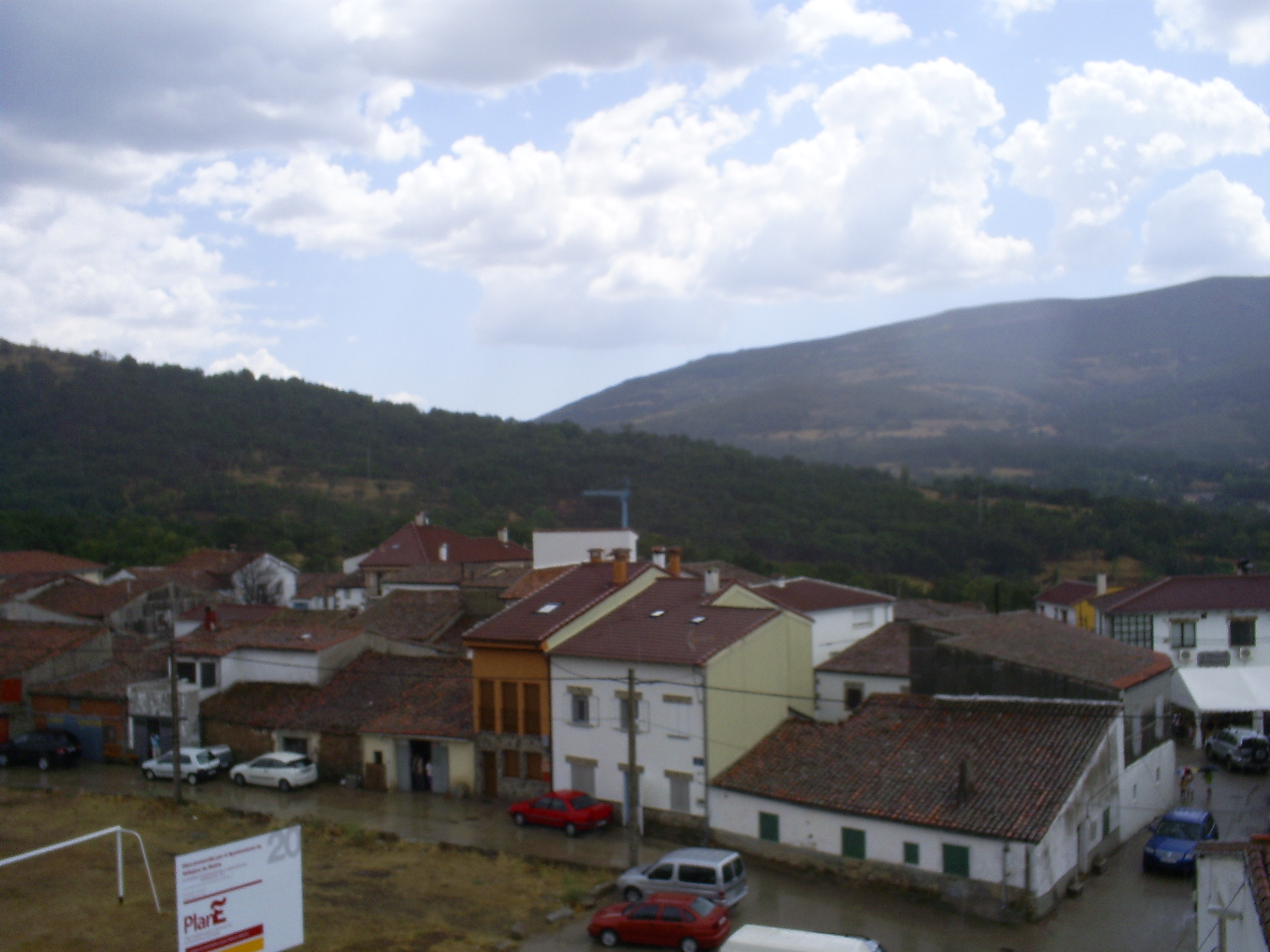

Bron: INE, 1857-2011: volkstellingen